# Marthe de Danemark
Marthe (Marguerite) de Danemark, (1277- 2 mars 1341), reine de Suède, épouse du roi Birger de Suède.

## Biographie
Margareta ou Märta Eriksdatter est la fille Éric V de Danemark, elle épouse le 25 novembre 1298 le roi Birger de Suède et elle est couronnée le 2 décembre 1302. Elle est la mère du prince Magnus Birgersson et de plusieurs autres enfants.